# Leonor de Montfort
Leonor de Montfort, Princesa de Gales e Senhora de Snowdon (Castelo de Kenilworth, 1252 – 19 de junho de 1282) foi uma nobre inglesa e princesa galesa. Ela era filha de Simon de Montfort, 6º Conde de Leicester e Eleanor da Inglaterra. Ela também foi a segunda mulher a usar o título de Princesa de Gales.  

## Início da vida
Os avós maternos de Leonor eram o rei João de Inglaterra e sua rainha consorte, Isabel de Angolema. Seus tios maternos incluíam o rei da Inglaterra, Henrique de Winchester, e o rei dos romanos, Ricardo, 1.º Conde da Cornualha. Suas tias maternas incluíam a Rainha da Escócia, Joana da Inglaterra, a Santa Imperatriz Romana, Rainha da Alemanha e Rainha da Sicília, Isabel da Inglaterra, e Joana, Senhora de Gales, a esposa de Llywelyn, o Grande, Príncipe de Gales.
Quando Leonor tinha treze anos, seu pai Simão de Montfort, e seu irmão, Henrique, foram mortos na Batalha de Evesham, em 4 de agosto de 1265. De acordo com os cronistas Nicholas Trivet, William Rishanger e outros, o conde Simão já havia feito uma aliança com Llywelyn ap Gruffudd por meio da qual foi acordado que Llywelyn e Leonor se casariam. Após a morte do conde Simão, sua família foi forçada a fugir do Reino da Inglaterra: a condessa Leonor levou sua filha para a segurança do convento dominicano em Montargis, França, uma fundação de Montfort. 

## Casamento com Llywelyn ap Gruffydd
Leonor de Montfort casou-se com Llywelyn ap Gruffudd, Príncipe de Gales, por meio de casamento por procuração, o qual foi reconhecido pelo Direito Canônico. 

## Captura e prisão por Eduardo I
Leonor iniciou a viagem marítima da França para o norte do País de Gales, evitando fazer uma passagem terrestre pela Inglaterra. Os dois navios que transportavam Leonor, seu irmão Amalrico, e sua comitiva, navegando na costa sul da Inglaterra, foram capturados por marinheiros do porto de Bristol, próximo às Ilhas Scilly. Seis homens nomeados junto com as tripulações de quatro navios de Bristol foram recompensados com um pagamento de 220 marcos.  Thomas Larchdeacon, o Arquidiácono, que planejou a captura em nome do primo de Leonor, Eduardo I da Inglaterra, recebeu 20 libras em maio de 1276 por ordem do rei, valor entregue pelo xerife da Cornualha. Leonor foi levada de navio para Bristol, e depois mantida prisioneira em Windsor por quase três anos.  Ela foi libertada em 1278, após a assinatura do Tratado de Aberconwy entre Eduardo I da Inglaterra e Llywelyn ap Gruffydd.  

## Vida de casada
Leonor e Llywelyn se casaram formalmente (secundum formam ecclesie) na porta da catedral, como era o costume, da igreja da catedral em Worcester, no dia da festa de São Eduardo de 1278; O Rei Eduardo I acompanhou a noiva, sua prima, durante o casamento, e a entregou ao marido, assim como pagou a festa de casamento. Antes da missa do casamento ser celebrada, Eduardo insistiu que Llywelyn deveria selar um ajuste no tratado que eles haviam feito anteriormente. Llywelyn não teve alternativa a não ser obedecer, e mais tarde afirmou que o fez sob coação, "movido pelo medo que pode dominar um homem firme".  Após a cerimônia, Leonor tornou-se oficialmente conhecida como Princesa de Gales e Senhora de Snowdon. 

## Morte e legado
Leonor teve duas filhas. A princesa Catarina casou-se com Philip ap Ivor, Senhor de Cardigan. A princesa  morreu ao dar à luz Gwenllian de Gales em 19 de junho de 1282  no palácio real em Abergwyngregyn, na costa norte de Gwynedd. Seu corpo foi levado pelas areias de Lafan para o mosteiro franciscano em Llanfaes, em Anglesey.  O convento foi fundado por Llywelyn, o Grande, o avô de Llywelyn ap Gruffudd, em memória de sua esposa Joana (tia de Leonor). 
Em 12 de julho de 1282, os membros da família pessoal de Leonor receberam salvo-conduto durante a viagem de volta à Inglaterra.  Llywelyn ap Gruffudd foi morto em 11 de dezembro de 1282. Sua filha de um ano, Gwenllian, foi capturada no ano seguinte pelas forças inglesas. Eduardo I baniu a criança para o remoto Priorado de Sempringham em Lincolnshire, onde ela permaneceu até sua morte em 1337. 